# Sergej Ovtjarov
Sergej Ovtjarov (russisk: Серге́й Миха́йлович Овчаро́в) (født 29. april 1955 i Rostov ved Don i Sovjetunionen) er en sovjetisk filminstruktør og manuskriptforfatter.

## Filmografi
- Nebyvalsjjina (Небывальщина, 1983)[1][2]
- Levsja (Левша, 1987)
- Ono (Оно, 1989)
- Barabaniada (Барабаниада, 1993)